# Le Spot Évry
 (mars 2016).
Si vous disposez d'ouvrages ou d'articles de référence ou si vous connaissez des sites web de qualité traitant du thème abordé ici, merci de compléter l'article en donnant les références utiles à sa vérifiabilité et en les liant à la section « Notes et références ».
Pour les articles homonymes, voir Évry (homonymie).
Le Spot Évry (anciennement Évry 2) est un centre commercial régional situé à Évry-Courcouronnes dans le département de l'Essonne.

## Historique

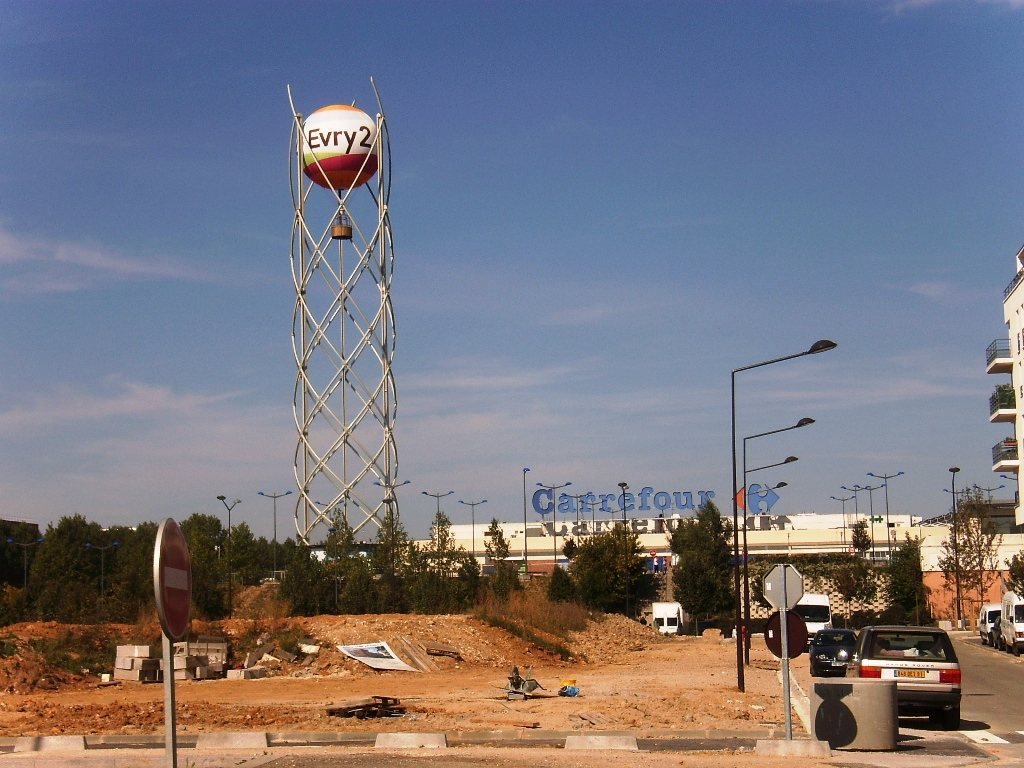
L'« aérophare », symbole du centre commercial de 2008 à 2014.

Le centre commercial régional d'Évry a ouvert le 19 mars 1975. Il a été créé en même temps que la ville nouvelle d'Évry, dans le but d'être son pôle commerçant.
De 2001 à 2003, d'importants travaux de rénovation et d’extension sont entrepris durant 18 mois. La surface est agrandie de 15 000 m2 et le centre passe de 160 à 235 boutiques[réf. nécessaire].
À l'origine, l'hypermarché du centre commercial portait l'enseigne Euromarché. Il est devenu Carrefour à la suite du rachat en 1991 du groupe Euromarché par le groupe Carrefour.
En 2016, il effectue encore des modifications.
Le plus grand Zara de France d'une surface de 4 000 m2 y ouvre ses portes, le 18 août 2018. De par cette ouverture, qui a nécessité le regroupement de plusieurs espaces, le centre commercial passe de 235 à 225 boutiques[réf. nécessaire].
Après deux années de travaux, le centre commercial Évry 2 est renommée le Spot début octobre 2023,.

## Présentation
Le centre commercial régional compte 225 boutiques, dont un hypermarché Carrefour d'une surface de vente d'environ 14000 m2, disposant de réserves de 5177 m2.
Le Spot accueille aussi de nombreux lieux de restauration dont plusieurs fast-foods.
Dans le domaine du divertissement, le Spot comprend les Arènes de l'Agora, une salle de concert et de spectacle de 3 000 places, et un cinéma CGR avec dix salles d'une capacité totale de 2 000 places.
En matière culturelle, le site accueille la Scène nationale de l'Essonne, salle de spectacle pluridisciplinaire, d'une capacité de 1 000 places.
En matière sportive, il offre un club de fitness, une piscine et la patinoire François Le Comte.
Le centre commercial dispose de plusieurs parkings payants ; gratuits les trois premières heures du lundi au vendredi et après 17 h et le samedi, d'une capacité totale de 5 300 places.
Le Spot est situé à proximité immédiate de l'Université d'Évry.

## Accès

### En transport en commun
La gare d'Évry Courcouronnes - Centre, desservie par les trains de la ligne D du RER et en correspondance avec la ligne 12 du tramway d'Île-de-France, permet un accès direct au centre commercial.
Plusieurs lignes de bus desservent aussi le centre :
- les bus des lignes 4201, 4202, 4204, 4206, 4212, 4214, 4215, 4216, 4217, 4232, 4241 et 4245 du réseau de bus Évry Centre Essonne  depuis les arrêts Agora, Les Arènes et la gare d'Évry-Courouronnes;
- les lignes 9101 et 4122 du réseau de bus Val d'Yerres Val de Seine depuis la gare d'Évry-Courouronnes ;
- la ligne 4504 du réseau de bus Cœur d'Essonne depuis la gare d'Évry-Courouronnes ;
- la ligne 91-05 du réseau de bus Paris-Saclay depuis la gare d'Évry-Courouronnes.
- les lignes 3703 et 7715 du réseau de bus de Sénart depuis la gare d'Évry-Courouronnes.
- les lignes 4307 et 4346 du réseau de bus Essonne Sud Est depuis la gare d'Évry-Courouronnes.

### Par la route
Plusieurs grands axes routiers franciliens permettent l'accès au centre commercial :
- l'A6, sortie Évry Centre ;
- la RN 7, sortie Évry Centre ;
- la RN 104, sortie Évry Centre.

## Restructuration du centre
Le Spot développe[Quand ?] un espace de 10 000 m² (avec 7 000 m² de terrasses) dédié la restauration et divisé en trois parties (restaurant, food avec assises et terrasses privatives).
En 2018, une nouvelle salle de fitness ouvre. Début 2021, une rénovation et un agrandissement sont prévus pour les Arènes de l’Agora, afin de permettre de plus grands événements, musicaux et sportifs. La place de l’Agora, la piscine et la patinoire seront également refaites.
Le centre commercial prévoit aussi la construction d'un jeu d'évasion, d'un terrain d’expression artistique, de pavillons nocturnes éphémères, d'un cinéma avec 10 salles équipées de la technologie ICE.
Une reconfiguration du centre commercial est prévue avec un espace achat de 70 000 m² et des nouvelles enseignes. En septembre 2018, le plus grand Zara de France d'une surface de 4 000 m2 ouvre.
En 2022 sont entrepris des travaux d’agrandissement et de rénovation, augmentant le nombre de boutiques et restaurants. 